# Graham Greene (író)
Henry Graham Greene (Berkhamsted, Hertfordshire, 1904. október 2. – Vevey, 1991. április 3.) angol író, drámaíró, kritikus. Számtalan novellát, regényt, esszét, kritikát, életrajzot írt; forgatókönyv és színdarab is fűződik a nevéhez. Művei közül többet meg is filmesítettek. Az 1930-as évekre már széles körben olvasott író volt, az 1940-es években nemzetközileg is ismert lett, az 1950-es évekre pedig a huszadik század egyik meghatározó irodalmi alakja lett. Az író bipoláris zavarral küzdött, mely magánéletére és írásaira is kihatott.

## Élete

### Gyermek- és ifjúkora
Greene Berkhamstedben született, a család negyedik gyermekeként a hatból. A szülők, Charles Henry Greene és Marion, gazdag és befolyásos családból származtak, és egymás unokatestvérei voltak. Greene öccse, Hugh a BBC vezérigazgatója, egyik bátyja pedig (Raymond) kiváló orvos volt. A családtagok között volt a Greene King sörfőzde tulajdonosa, illetve több bankár és üzletember. Charles Greene igazgatóhelyettes volt a Berkhamsted Schoolban, majd 1910-től iskolaigazgató lett.
Greene 1910-ben került iskolába. Bentlakóként mélységesen boldogtalan volt itt, és többször próbált öngyilkosságot elkövetni. 1921-ben, tizenhét éves korában hat hónapig pszichoanalízissel kezelték depresszió ellen. Ezután bejáróként tért vissza az iskolába. Az oxfordi Balliol College-be került. 1925-ben jelent meg első verseskötete, amely nem aratott nagy sikert.
Az iskola elvégzése után Greene újságírással kezdett foglalkozni, először Nottinghamben (ez a város később úgy tér vissza a regényeiben mint a sekélyes provincializmus szimbóluma), majd később a The Times szerkesztőjeként. Nottinghami korszakában kezdett levelezni a római katolikus Vivien Dayrell-Browninggal, aki azért írt neki, hogy helyreigazítsa őt egy katolikus hittételt illetően. Greene 1926-ban tért át katolikusnak, és a következő évben összeházasodtak. Két gyermekük született, Lucy (1933-ban) és Francis (1936-ban). 1948-ban Catherine Walston miatt Greene elhagyta feleségét, de hivatalosan nem váltak el.

### Munkássága
Greene első megjelent regénye a The Man Within volt 1929-ben, és a fogadtatás arra bátorította, hogy feladja az állását a The Timesnál és kizárólag regényíróként dolgozzon. Ennek ellenére, következő két könyve nem hozott sikert. Az első valódi áttörést az Isztambuli vonat c. műve hozta meg (1932). Sok más könyvéhez hasonlóan ezt is filmre vitték (Orient Express, 1934)
A regényírásból származó jövedelmét újságírással egészítette ki: könyv- és filmszemlét írt a The Spectatornak, és társszerkesztője volt a Night and Day folyóiratnak.
Regényeit eredetileg két kategóriába osztották: bűnügyi regényekre, mint például a Brightoni szikla, amit ő maga is „szórakoztató irodalomnak” minősített, de amelyek gyakran hordoztak jelentős filozofikus tartalmat is, illetve irodalmi művekre, mint például a Hatalom és dicsőség, amelyre hírnevét kellett alapoznia.
Írói pályafutása folytatásával viszont Greene és olvasói egyaránt úgy találták, hogy a „szórakoztató” könyvek majdnem olyan magas – sőt néha magasabb – értéket képviselnek, mint az irodalmiak, így később Greene kombinálta e két megközelítést olyan könyveiben, mint Az emberi tényező, Havannai emberünk és A csendes amerikai.
Amellett, hogy sok könyvét megfilmesítették, írt néhány eredeti forgatókönyvet is, amelyek közül A harmadik ember (The Third Man) vált a legismertebbé.
Csak egyetlen filmben játszott, François Truffaut 1973-ban bemutatott Amerikai éjszaka című francia filmjében  mellékszereplőként egy angol biztosítási brókert alakított.

### Érdeklődése
Greene egész életét meghatározta, hogy jó messze utazhasson szülőföldjétől, olyan vidékekre, amelyeket vadnak és távolinak nevezett. Utazásai alkalmat nyújtottak arra, hogy az Egyesült Királyság javára kémkedjen, például a második világháború alatt Sierra Leonéban. Greene-t Kim Philby, a híres szovjet hírszerző, kettős ügynök, a később „Cambridge-i ötök” néven ismertté vált kémhálózat tagja szervezte be a brit hírszerzés, az MI6 számára. 1938-ban Mexikóba utazott, hogy megfigyelje az erőltetett szekularizáció hatását; ezt az utazását a római katolikus egyház támogatta. Az utazás eredményeképpen született meg a tényszerű The Lawless Roads, és a Hatalom és dicsőség című regénye, amelyet sokan Greene legjobbjának tartanak. A regényt a Vatikán 1953-ban elítélte.

### Stílusa
Greene élvezte a paródiát. 1949-ben, amikor a New Statesman versenyt hirdetett Greene stílusának parodizálására, álnév alatt maga is elindult a versenyen és második díjat nyert. A kérdéses művet (The Stranger's Hand) később egy másik író fejezte be és Mario Soldati olasz rendező vitte filmre. 1965-ben Greene részt vett egy hasonló versenyen, és tisztes dicséretet szerzett itt is.

### Utolsó évek

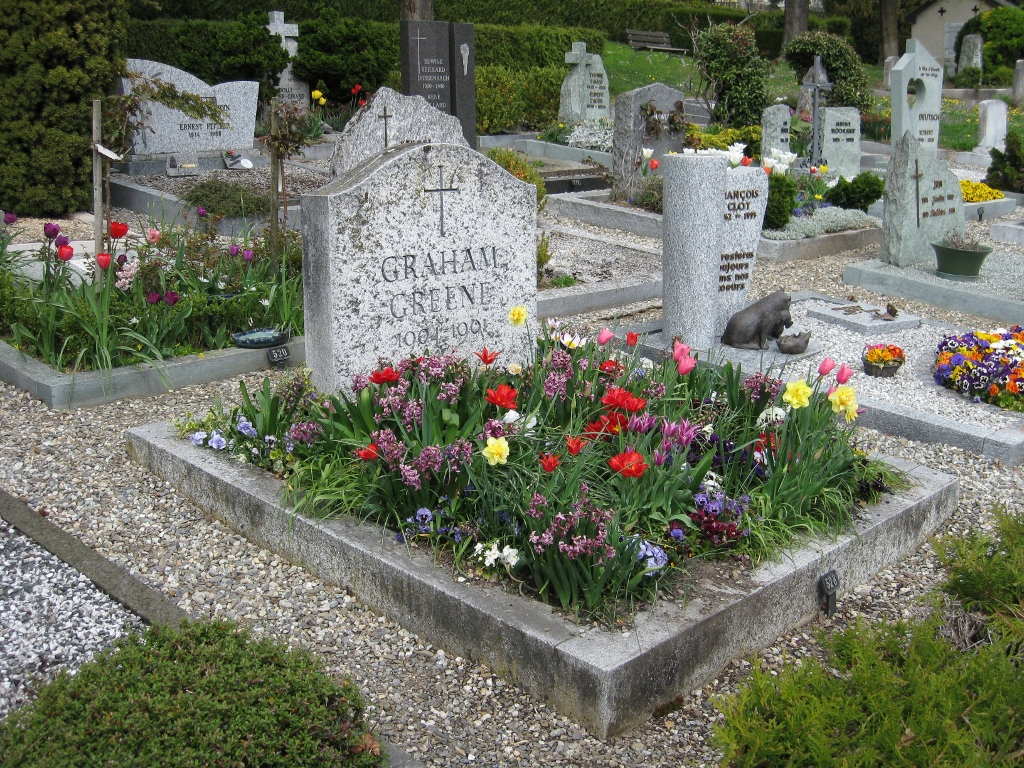
Az író sírja Corseaux-ban

1966-ban Greene Antibes-ba költözött, hogy Yvonne Cloetta közelében lehessen, akit már több éve ismert. Kapcsolatuk az író haláláig fennmaradt. Élete utolsó éveiben Greene egy svájci kisvárosban, Vevey-ben élt, a Genfi-tó partján. 1991-ben ott hunyt el, 86 éves korában.

## Művei

### Versek
- Babbling April 1925

### Regények
- A számkivetett (The Man Within) 1929
- The Name of Action 1930
- Rumour at Nightfall 1932
- Az isztambuli vonat (The Stamboul Train) 1932
- It's a Battlefield 1934
- England Made Me 1935
- A merénylet (A Gun for Sale) 1936
- Brightoni szikla (Brighton Rock) 1938
- Titkos megbízatás (A Confidental Agent) 1939
- Hatalom és dicsőség (The Power and the Glory) 1940
- A félelem minisztériuma (The Ministry of Fear) 1943
- A kezdet és a vég (The Heart of the Matter) 1948
- A harmadik (The Third Man) 1950
- A szakítás (The End of the Affair) 1951
- A csendes amerikai (The Quiet American) 1955
- A vesztes mindent visz (Loser Takes All) 1955
- Havannai emberünk (Our Man in Havana) 1958
- Gyógyulás (A Burnt-Out Case) 1960
- Szerepjátszók (The Comedians) 1965
- Utazások nagynénémmel (Travels with My Aunt) 1969
- A tiszteletbeli konzul (The Honorary Consul) 1973
- Az emberi tényező (The Human Factor) 1978
- A genfi doktor Fischer (Doctor Fisher of Geneva) 1980
- Monsignor Quijote 1982
- A tizedik (The Tenth Man) 1985
- A kapitány és az ellenség (The Captain and the Enemy) 1988

### Önéletrajz
- A Sort of Life 1971
- Ways of Escape 1980
- Álomnapló 1992 (álomnapló, halála után adták ki)
- Ismerkedés a tábornokkal 1984

### Útleírások
- Utazás térkép nélkül 1936
- The Lawless Roads 1939
- In Search of a Character: Two African Journals 1961

### Színdarabok
- The Living Room 1953
- The Potting Shed 1957
- The Complaisant Lover 1959
- Carving a Statue 1964
- The Return of A.J.Raffles 1975
- The Great Jowett 1981
- Yes and No 1983
- For Whom the Bell Chimes 1983

### Forgatókönyvek
- A harmadik ember, 1949

### Novellák
- The Basement Room 1935
- Across The Bridge 1938
- Alas, Poor Maling 1940
- The Lieutenant Died Last
- The Destructors 1954
- A Sense Of Reality 1963
- The Invisible Japanese Gentlemen 1965
- The Last Word 1988
- I Spy
- Twenty-One Stories
- May We Borrow Your Husband?

## Magyarul
- Hatalom és dicsőség; ford. Sőtér István; Athenaeum, Bp., 1941
- A csendes amerikai. Regény; ford. Szöllősy Klára; Európa, Bp., 1957
- Merénylet; ford., utószó Birkás Endre; Magvető, Bp., 1957
- Havannai emberünk. Regény; ford. Ungvári Tamás; Szlovákiai Szépirodalmi Kiadó, Bratislava, 1961 (Világkönyvtár)
- A kezdet és a vég. Regény; ford., utószó Ungvári Tamás; Európa, Bp., 1962
- Titkos megbízatás. Kalandregény; ford. Ungvári Tamás; Európa, Bp., 1963
- Szerepjátszók. Regény; ford. Szász Imre; Európa, Bp., 1967
- Utazások nagynénémmel; ford. Ungvári Tamás; Európa, Bp., 1971
- Utazás térkép nélkül; ford. Tandori Dezső; Gondolat, Bp., 1972 (Világjárók)
- Az utolsó lehetőség. Válogatott elbeszélések; vál. Bart István, ford. Borbás Mária et al.; Európa, Bp., 1974 (Európa zsebkönyvek)
- A csendes amerikai; Graham Greene regénye alapján színpadra alkalmazta Kazimir Károly és Ungvári Tamás; in: Színházi műhely. Három rendezőpéldány; Gondolat, Bp., 1975
- A tiszteletbeli konzul. Regény; ford. Udvarhelyi Hanna; Európa, Bp., 1976 (Európa zsebkönyvek)
- A szakítás; ford. Róna Ilona; Magvető, Bp., 1979 (Világkönyvtár)
- A harmadik. Bűnügyi regény; ford. Békés András; Zrínyi, Bp., 1983
- Monsignor Quijote. Regény; ford. Ungvári Tamás; Európa, Bp., 1987 (Graham Greene válogatott művei)
- A tizedik; ford. Falvay Mihály; Magvető, Bp., 1987 (Rakéta Regénytár)
- Brightoni szikla; ford. Debreczeni Júlia; Európa, Bp., 1988 (Graham Greene válogatott művei)
- Az isztambuli vonat; ford. Benedek Mihály; Európa, Bp., 1988 (Graham Greene válogatott művei)
- Ismerkedés a tábornokkal; ford. Ungvári Tamás; Európa, Bp., 1989 (Mérleg)
- Gyógyulás; ford. Molnár Eszter; Európa, Bp., 1989 (Graham Greene válogatott művei)
- A félelem minisztériuma; ford. Sipos Katalin; Európa, Bp., 1990 (Graham Greene válogatott művei)
- A Kapitány és az ellenség; ford. Szappanos Gábor; Európa, Bp., 1992 (Európa zsebkönyvek)
- A genfi Doktor Fischer. Bombaparti; ford. Ungvári Tamás; Esély Könyvklub, Bp., 1995 (Családi zsebkönyvek)
- Álomnapló; ford. Loósz Vera; Ulpius-ház, Bp., 2000
- A számkivetett; ford. Tasi Zsuzsanna; Art Nouveau, Pécs, 2001
- A vesztes mindent visz; ford. Kaposi Tamás; Holnap, Bp., 2008